# Felicita Arzú
Felicita Arzú, detta Leesha (Orange Walk Town, 1985), è una modella beliziana, incoronata Miss Belize Mondo nel 2007 e Miss Belize Universo il 16 aprile 2011 ad Ambergris Caye.
Ha quindi rappresentato il Belize a Miss Mondo 2007 il 1º dicembre 2007 a Sanya, in Cina, dove però non è riuscita a classificarsi.
Nel 2011 Felicita Arzú ha guadagnato il diritto di rappresentare il Belize in occasione di Miss Universo 2011, che si è tenuto a São Paulo, in Brasile, il 12 settembre 2011. Il Belize partecipa a Miss Universo dopo un'assenza di quattro anni. L'ultima volta aveva infatti partecipato nel 2007.
In precedenza aveva partecipato anche al concorso Miss Costa Maya International il 6 agosto 2009 a San Pedro. Si è laureata cum laude in lingua inglese, con l'intenzione di perseguire un master e dottorato in materia di istruzione.